# Eduardo Surita
Eduardo Jan Harry Sköldberg Surita, mais conhecido como Dudu Surita (São Paulo, 12 de novembro de 1993), é um DJ, produtor musical, compositor, radialista e apresentador brasileiro. É filho da sueca Anne Sköldberg e do comunicador Emílio Surita.  

## Carreira
Eduardo começou sua carreira através de seu Twitter em 2009. Despertando a atenção de milhares de adolescentes, Dudu criou uma forte ascensão nas redes sociais, não só por ser filho de Emílio Surita, apresentador do Programa Pânico, mas sim por suas fotos e vídeos publicados na época. Depois, passou a ser colunista do blog "Vida de Garoto", da revista Capricho.  Em 2010, passou a apresentar o Colírios MTV, na MTV Brasil. No mesmo ano, venceu o concurso Meus Prêmios Nick. Em 2011, passou a apresentar o programa iPan, na rádio Jovem Pan. Em 2012, foi para a televisão para apresentar o programa Estação Teen. No final do ano de 2012, criou uma banda, MPbrows que, assim como seus projetos com a televisão e rádio, não perduraram. Agora, ele segue sua carreira como músico, com projetos de música eletrônica. Ele trabalhou por um ano enquanto estagiava no estúdio Midas, do produtor e empresário Rick Bonadio, um dos maiores e mais importantes estúdios da América Latina. Em 2017, foi o apresentador do festival do Centro Britânico, que vai de encontro com seu trabalho em parceria com a gravadora Midas Music. Formado em produção de música eletrônica pela Universidade Anhembi Morumbi, no momento Eduardo faz uma segunda graduação em produção fonográfica, na Faculdade Belas Artes.  No final de 2016, ele compôs o tema de 2017 para a faculdade, a canção intitulada pelo próprio "Fazer Diferente", sendo a primeira em 91 anos a nascer e ser produzida dentro da mesma instituição. Eduardo Surita atualmente é um artista, produtor e empreendedor brasileiro. Sua carreira hoje em dia é voltada para a música como produtor e compositor.

## Trabalhos

### Televisão
| Ano  | Título       | Cargo        | Emissora   |
| ---- | ------------ | ------------ | ---------- |
| 2010 | Colírios MTV | Apresentador | MTV Brasil |
| 2012 | Estação Teen | Apresentador | RedeTV!    |

### Rádio
| Ano  | Título | Cargo      | Emissora     |
| ---- | ------ | ---------- | ------------ |
| 2011 | iPan   | Radialista | Jovem Pan FM |